# Alleanza dei Progressisti
Die Alleanza dei Progressisti (Allianz der Fortschrittlichen) war ein Wahlbündnis linker Parteien in Italien zur Parlamentswahl 1994. Das Bündnis wurde am 1. Februar 1994 gegründet. Als Spitzenkandidat trat Achille Occhetto vom Partito Democratico della Sinistra an.
Mitglieder des Bündnisses waren:
- Partito Democratico della Sinistra (PDS), sozialdemokratische Nachfolgepartei der Partito Comunista Italiano
- Partito Socialista Italiano (PSI), sozialdemokratisch
- Partito della Rifondazione Comunista (PRC), orthodox-kommunistische Nachfolgepartei der Partito Comunista Italiano
- Federazione dei Verdi, grün
- La Rete, Anti-Mafia-Partei des Bürgermeisters von Palermo, Leoluca Orlando
- Alleanza Democratica, liberale Reformpartei
- Cristiano Sociali, christlich-links
- Rinascita Socialista, Abspaltung von der PSI

Hintergrund war das 1993 eingeführte Wahlrecht Mattarellum, bei dem drei Viertel der Sitze in der Abgeordnetenkammer per Mehrheitswahl vergeben wurde. Um ihre Chancen zu steigern, stellten die Parteien der Alleanza dei Progressisti in den meisten Wahlkreisen jeweils einen gemeinsamen Kandidaten auf. Das Bündnis erreichte 34,3 % der Stimmen, 213 von 630 Sitzen im Abgeordnetenhaus und 122 von 315 im Senat und unterlag damit überraschend dem Mitte-rechts-Bündnis Polo delle Libertà/Polo del Buon Governo unter Führung von Silvio Berlusconi. Nach der verlorenen Wahl vom 27. März 1994 hörte das Bündnis praktisch zu bestehen auf. Die meisten seiner früheren Mitgliedsparteien schlossen sich 1995 dem neuen Mitte-links-Bündnis L’Ulivo an. Zur Parlamentswahl 1996 stellte der Partito della Rifondazione Comunista in einigen Wahlkreisen Kandidaten unter dem Symbol der Progressisti auf, die von den Parteien des Ulivo unterstützt wurden.